# Muang Champasak
Champassak är en ort i Laos.   Den ligger i provinsen Champassak, i den södra delen av landet, 500 km sydost om huvudstaden Vientiane. Champassak ligger 104 meter över havet och antalet invånare är 12 994.
Terrängen runt Champassak är varierad. Runt Champassak är det ganska glesbefolkat, med 27 invånare per kvadratkilometer. Det finns inga andra samhällen i närheten. Omgivningarna runt Champassak är en mosaik av jordbruksmark och naturlig växtlighet.